# Tructesind d'Aniana
Tructesind fou abat d'Aniana escollit el 822 en lloc del difunt Jordi d'Aniana. Fou el primer escollit perquè el seu antecessor havia estat designat pel fundador Benet d'Aniana.
L'elecció es va fer en una assemblea presidida pels arquebisbes Nebridi de Narbona i Agobard de Lió i per unanimitat fou escollit Tructesind, un monjo de l'abadia. Agobard va anar a la cort a informar a l'emperador que va aprovar l'elecció i va escriure al nou abat i als religiosos d'Aniana una carta en què els donava testimoni del seu afecte i bons disposició i com el record de Benet li era de gran consol. Exhortava a Tructesind a comportar-se amb moderació i saviesa i a mantenir l'observança regular de la disciplina, mantenint una unió fraternal; va prometre la protecció imperial i va confirmar el dret a elegir abat. Seguint la carta es diria que els monjos de Gel·lona van participar en l'assemblea per ser dependents d'Aniana, però aquesta circumstància és força dubtosa, i va donar més tard origen a un plet, en el que els monjos dels dos costats van manipular els documents per afavorir la seva causa; així el més probable és que en realitat els monjos de Gel·lona no hi tinguessin cap part perquè devien ser independents de l'abadia d'Aniana.
Tructesind es va desplaçar aviat a Aquisgrà i el 19 de març del 822 va aconseguir de l'emperador un diploma a favor del seu monestir, del qual els oficials del rei violaven sovint la immunitat i ignoraven la salvaguarda, sota pretext que la immunitat només afectava a les esglésies i al claustre regular i no pas a les dependències; en el diploma l'emperador declarava que les dependències i totes les persones i béns de l'abadia de qualsevol natura quedaven incloses en la protecció imperial i els infractors de la immunitat serien castigats segons la llei del país; el diploma era valid per tota Septimània, Provença i Aquitània on l'abadia tenia béns. El 20 de març del 822 l'emperador en una altra diploma confirmava a l'abat en la possessió de tots els béns i de les dependències de l'abadia i els declarava exempts de tota càrrega en especial el feu de Cette, al país (comtat) d'Agde, les salines del comtat de Narbona al lloc conegut com a Ad Signa, el monestir de Sant Martí d'Arle i alguns altres esmentats expressament. Lluís confirmava la dependència del monestir de Gel·lona de l'abadia d'Aniana. El mes d'agost del 822 en un nou diploma, Tructesind va rebre la confirmació imperial del lloc de Cencian a Besiers.
A la seva mort el va succeir el 830 Emmenald.

## Nota
1. ↑  i de Gel·lona en comú, però el document estava al arxiu d'Aniana i es creu que això fou una interpolació del temps en què Aniana reclamava la jurisdicció sobre Gel·lona
2. ↑  Devic i Vaisette les identifiquen com Sijan
3. ↑  una altra possible interpolació